# SpVgg Helios München
Die SpVgg Helios München war ein Fußballverein aus der bayerischen Landeshauptstadt München. Die Vereinsfarben waren weiß-blau. Der im Stadtteil Bogenhausen ansässige Verein fusionierte 1997 mit dem SV Daglfing zum SV Helios-Daglfing.

## Geschichte
Gegründet wurde die SpVgg Helios im Mai 1919 von Mitgliedern des TSV Jahn München unter dem Namen Schwarz-Blau, der im Folgejahr in Helios geändert wurde, in Anlehnung an den griechischen Sonnengott. 1924 gelang zum ersten Mal der Aufstieg in die Kreisliga Südbayern, damals die zweithöchste Spielklasse. 
Nach dem Zweiten Weltkrieg stieg die SpVgg Helios 1952 in die 1. bayerische Amateurliga auf. Verantwortlich für den Durchmarsch von der A-Klasse bis in die dritthöchste deutsche Spielklasse war Trainer Wilhelm Falk, der als Aktiver für den FC Wacker München und 1927 einmal für die deutsche Nationalmannschaft spielte.
Zwar musste Helios 1955 wieder absteigen, gehörte dann aber von 1958 bis 1972 14 Jahre lang ununterbrochen erneut der zunächst zweigleisigen, ab 1963 eingleisigen Bayernliga an. 1961/62 wurde Helios Herbstmeister der Bayernliga Süd und beendete die Saison schließlich als Dritter, punktgleich mit dem Tabellenzweiten SpVgg Plattling. 
1954 als Vierter, 1959 als Sechster und 1962 als Dritter der Gruppe Süd der Bayernliga sowie 1966 als Zehnter der eingleisigen Bayernliga war Helios jeweils der drittbeste Fußballverein Münchens nach dem FC Bayern und dem TSV 1860.
Im Sommer 1966 trug die SpVgg Helios in der Sportschule Grünwald ein Testspiel gegen die deutsche Nationalmannschaft aus, die sich auf die Weltmeisterschaft in England vorbereitete. Gegen den späteren Vize-Weltmeister mit Uwe Seeler und Helmut Haller unterlag der Amateurverein 2:7.
1972 stieg Helios als 18. und Letzter aus der Bayernliga ab, nachdem schon seit der Saison 1968/69 ständig Abstiegssorgen bestanden hatte. Auch in der Landesliga Süd konnten die Münchner 1972/73 die Klasse nicht halten und rutschten in der Folge bis in die A-Klasse (heutige Kreisliga) ab.
Nach der Fusion 1997 war der SPD-Landtagsabgeordnete Hans-Ulrich Pfaffmann jahrelang Präsident des SV Helios-Daglfing, dessen erste Mannschaft nicht mehr höher als in der Kreisliga gespielt hat.

## Spielstätten
Zunächst spielte Helios nahe dem heutigen Prinzregententheater, dann an der alten Riemer Straße in Steinhausen, schließlich ab 1945 an der Trausnitzstraße, hinter dem Ostbahnhof. Der Platz musste jedoch 1962 dem Neubau des Milchhofs weichen.
Nach dem erneuten Umzug fand der Verein auf der städtischen Bezirkssportanlage an der Franz-Fischer-Straße in der Parkstadt Bogenhausen eine neue Heimat, auf die bei den Stadtduellen mit dem FC Wacker München bis zu 4000 Zuschauer kamen. Die auf einer ehemaligen Kiesgrube erbaute Anlage bestand aus einem Rasen-Hauptplatz, einem Hartplatz mit roter Erde, einem Rasen-Kleinfeldplatz, einer Baracke mit Dusch- und Umkleideräumen, einer Platzwartwohnung, sowie einem Vereinsheim mit Biergarten. Das Ensemble musste dem Erweiterungsbau der Wertpapierdruckerei Giesecke & Devrient weichen, zunächst 1987 der Rasenplatz, schließlich 1996 auch der Hartplatz.

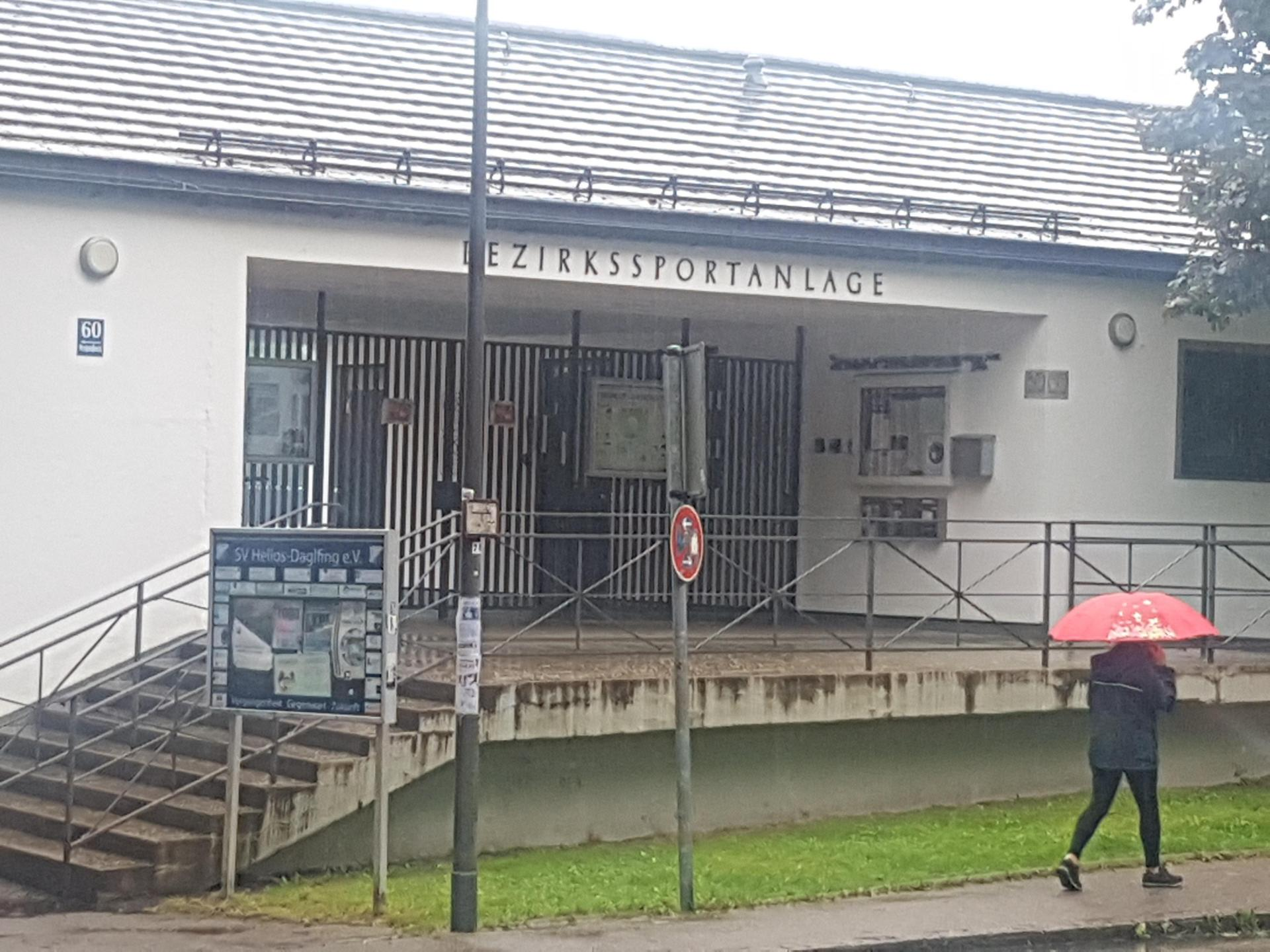
Bezirkssportanlage Westpreußenstraße in München-Englschalking.

Mit der Aufgabe der Sportanlage am Rande der Parkstadt zog die SpVgg Helios auf die Bezirkssportanlage an der Lüderitzstraße (heute Fritz-Lutz-Straße) in Zamdorf. Eine geplante Fusion mit dem hier ansässigen SV Zamdorf kam nicht zustande. Seit der vollzogenen Fusion mit dem SV Daglfing im Jahr 1997 nutzt der neue Verein SV Helios-Daglfing die Bezirkssportanlage an der Westpreußenstraße in Englschalking.

## Bekannte Spieler
- Herbert Stöckl (bis 1967), spielte später für den FC Bayern München und den Wuppertaler SV in der 1. Bundesliga und im Europapokal
- Adrian Fein (als Jugendspieler), später Profi in Deutschland und Niederlande
- Berkant Göktan (1987–1989 als Jugendspieler), spielte später für mehrere deutsche und türkische Profivereine
- Fabian Hürzeler (bis 2004 als Jugendspieler), später Trainer in der 2. Bundesliga beim FC St. Pauli
- Miloš Pantović (als Jugendspieler), später Profi in Deutschland und Belgien